# 兴农镇 (拜泉县)
兴农镇，是中华人民共和国黑龙江省齐齐哈尔市拜泉县下辖的一个乡镇级行政单位。

## 行政区划
兴农镇下辖以下地区：
众兴村、和平村、星火村、卫国村、努力村、远见村、进展村、守林村、建国村、民政村、振祥村、新福村、大兴村、兴胜村、东风村和进化村。